# Theobald IV van Blois
Theobald IV van Blois (2 april 1090 – Lagny-sur-Marne, 10 januari 1152), bijgenaamd de Grote, was de tweede zoon van Stefanus II van Blois en van Adela van Engeland.
Omdat Theobalds oudere broer Willem door zijn moeder onbekwaam werd geacht, erfde Theobald in 1102 de graafschappen Blois, Châteaudun, Chartres, Sancerre, Provins en Meaux, van zijn vader. Zijn moeder regeerde als regentes tot 1107 en had ook daarna een grote invloed op het bestuur, tot zij in 1120 in het klooster trad.
Theobald steunde aanvankelijk koning Lodewijk VI van Frankrijk maar kwam met hem in conflict over het graafschap Corbeil, waar Theobald aanspraak op maakte toen de graaf zonder erfgenamen overleed. Vanaf 1115 was hij een bondgenoot van Hendrik I van Engeland, die ook hertog van Normandië was, tegen Lodewijk. De paus dwong Theobald echter zich in 1119 te verzoenen met Lodewijk. In 1124 steunde hij Lodewijk toen een inval van keizer Hendrik V in Frankrijk dreigde. In 1125 erfde Theobald het graafschap Champagne van zijn oom Hugo. Twee jaar later steunde Theobald de poging van kanselier Stephanus van Garlande om de macht te grijpen in Frankrijk. Als vergelding verwoestte Lodewijk Champagne.
Na de dood van Hendrik van Engeland, was zijn dochter Mathilde van Engeland de wettige erfgename. De Normandische adel steunde echter Theobald als kandidaat voor de koningstitel van Engeland. Theobalds broer Stefanus van Engeland was een van de machtigste en rijkste hovelingen van Engeland, en samen met hun derde broer bisschop Hendrik van Winchester greep hij zelf de macht in Engeland. Met een klein leger bezette Stephanus Dover, Canterbury en Londen terwijl Hendrik de koninklijke schatkist bemachtigde. Theobald kon nu niet anders meer doen dan Stephanus steunen als koning. In 1137 werd hij als dank door Stephanus benoemd tot regent van Normandië.
Vanaf 1141 kwam Theobald in conflict met de jonge koning Lodewijk VII van Frankrijk. Eerst over de benoeming van de bisschop van Bourges en daarna omdat Lodewijk zijn trouwe vazal Roeland I van Vermandois liet trouwen met zijn schoonzuster, waarvoor Roeland zijn toenmalige echtgenote, en nicht van Theobald, moest verstoten. Lodewijk viel Champagne binnen en de strijd bereikte een trieste climax toen zijn troepen de kerk van Vitry-en-Perthois in brand staken, waarbij meer dan duizend mensen die in de kerk waren gevlucht, de dood vonden. Lodewijk staakte daarop de vijandelijkheden. Theobald wist met steun van de paus op alle punten zijn zin te krijgen. Maar doordat Theobald zijn handen vol had in Champagne, kon hij zijn broer niet helpen in de strijd tegen Mathilde en haar tweede echtgenoot Godfried V van Anjou. Zo kon Godfried het hertogdom Normandië veroveren.
Theobald was bevriend met Bernard van Clairvaux en bood Petrus Abaelardus een toevluchtsoord. Hij stichtte onder meer de abdijen van Clairvaux, Trois-Fontaines-l'Abbaye en Pontigny. Theobald was zich bewust van het belang van de internationale handel en bevorderde de beurzen in Champagne, dat stilaan het zwaartepunt van zijn vorstendom werd.
Theobald was in 1123 gehuwd met Mathilde (ca. 1106 - Abdij van Fontevraud, 13 december 1160 of 1161), dochter van graaf Engelbert van Karinthië, en werd vader van:
- Hendrik I van Champagne, graaf van Champagne
- Maria (1128 - Abdij van Fontevraud, ca. 1190), in 1145 gehuwd met Odo II van Bourgondië, regentes voor haar zoon, 1165 non in de abdij van Fontevraud, 1174 abdis.
- Theobald V, graaf van Blois
- Elisabeth/Isabella, gehuwd met hertog Rogier III van Apulië (1118-1148) en met Willem IV van Montmiral
- Stefanus I, graaf van Sancerre
- Willem († 1202), bisschop van Chartres, aartsbisschop van Reims en van Sens, kardinaal
- Hugo, abt van Cîteaux
- Mathilde († 1184), gehuwd met graaf Rotrud IV van Perche († 1191)
- Agnes, in 1155 gehuwd met graaf Reinoud II van Bar († 1170)
- Adelheid, in 1160 gehuwd met Lodewijk VII van Frankrijk als zijn derde vrouw, moeder van koning Filips II van Frankrijk
- Margaretha, non in Fontevraud

Theobald had een buitenechtelijke zoon: Hugo, monnik in de abdij van Tiron, abt van St. Benet's Abbey in Holme, Chertsey en Lagny-sur-Marne.
Theobald is begraven in de abdij van Lagny-sur-Marne. Na de dood van Theobald werd Mathilde non in de abdij van Fontevraud.

## Voorouders
| Voorouders van Theobald IV van Blois (1190-1152) | Voorouders van Theobald IV van Blois (1190-1152)                   | Voorouders van Theobald IV van Blois (1190-1152)                   | Voorouders van Theobald IV van Blois (1190-1152)                   | Voorouders van Theobald IV van Blois (1190-1152)                   | Voorouders van Theobald IV van Blois (1190-1152)                             | Voorouders van Theobald IV van Blois (1190-1152)                             | Voorouders van Theobald IV van Blois (1190-1152)                             | Voorouders van Theobald IV van Blois (1190-1152)                             |
| ------------------------------------------------ | ------------------------------------------------------------------ | ------------------------------------------------------------------ | ------------------------------------------------------------------ | ------------------------------------------------------------------ | ---------------------------------------------------------------------------- | ---------------------------------------------------------------------------- | ---------------------------------------------------------------------------- | ---------------------------------------------------------------------------- |
| Overgrootouders                                  | Odo II van Blois (983-1037) ∞ Irmgard van Auvergne (-)             | Odo II van Blois (983-1037) ∞ Irmgard van Auvergne (-)             | Herbert I van Maine (990–1036) ∞ ? (-)                             | Herbert I van Maine (990–1036) ∞ ? (-)                             | Robert de Duivel (1000/1010-1035) ∞ Herleva (1015-1050)                      | Robert de Duivel (1000/1010-1035) ∞ Herleva (1015-1050)                      | Boudewijn V van Vlaanderen (1013-1067) ∞ 1028 Adela van Mesen (1116-1165)    | Boudewijn V van Vlaanderen (1013-1067) ∞ 1028 Adela van Mesen (1116-1165)    |
| Grootouders                                      | Theobald III van Blois (1012-1089) ∞ Garsende van Maine (-)        | Theobald III van Blois (1012-1089) ∞ Garsende van Maine (-)        | Theobald III van Blois (1012-1089) ∞ Garsende van Maine (-)        | Theobald III van Blois (1012-1089) ∞ Garsende van Maine (-)        | Willem de Veroveraar (±1028–1087) ∞ 1051 Mathilde van Vlaanderen (1031-1083) | Willem de Veroveraar (±1028–1087) ∞ 1051 Mathilde van Vlaanderen (1031-1083) | Willem de Veroveraar (±1028–1087) ∞ 1051 Mathilde van Vlaanderen (1031-1083) | Willem de Veroveraar (±1028–1087) ∞ 1051 Mathilde van Vlaanderen (1031-1083) |
| Ouders                                           | Stefanus II van Blois (1045-1102) ∞ Adela van Engeland (1062-1137) | Stefanus II van Blois (1045-1102) ∞ Adela van Engeland (1062-1137) | Stefanus II van Blois (1045-1102) ∞ Adela van Engeland (1062-1137) | Stefanus II van Blois (1045-1102) ∞ Adela van Engeland (1062-1137) | Stefanus II van Blois (1045-1102) ∞ Adela van Engeland (1062-1137)           | Stefanus II van Blois (1045-1102) ∞ Adela van Engeland (1062-1137)           | Stefanus II van Blois (1045-1102) ∞ Adela van Engeland (1062-1137)           | Stefanus II van Blois (1045-1102) ∞ Adela van Engeland (1062-1137)           |

- Gemeinsame Normdatei: 100961894
- Virtual International Authority File: 2823965